# Sekretne życie zabawek
Sekretne życie zabawek (ang. Secret Life of Toys) – lalkowy serial animowany z 1994 roku. Powstały na podstawie filmu z 1986 roku Gwiazdkowy prezent.
W Polsce serial emitowany był z polskim dubbingiem na kanale TVP1 w Wieczorynce w 1995 roku.

## Postacie
- Rugby – dzielny pluszowy tygrys.
- Mew – mała myszka.
- Baltazar (ang. Balthazar) – stary pluszowy miś.
- Rodzynka (ang. Raisin) – szmaciana lalka.
- Hortense – konik na biegunach.
- Ditz – klaun.

## Obsada (głosy)
- Dave Goelz –
  - Rugby,
  - Pierrot
- Nigel Plaskitt – Mew
- Jerry Nelson –
  - Baltazar,
  - różne role
- Louise Gold –
  - Rodzynka,
  - Hortense
- Mike Quinn – różne role

## Wersja polska
Serial emitowany był z polskim dubbingiem.
Wystąpili:
- Jacek Czyż – Baltazar